# جورج تريفيليان
تريفيليان، جورج ماكولي (بالإنجليزية: G. M. Trevelyan)‏ (1876 - 1962م). مؤرخ بريطاني شهير، من أكثر كتبه انتشارًا كتابان هما: تاريخ إنجلترا عام (1926م)؛ تاريخ إنجلترا الاجتماعي عام (1942م). مما جعل تريفيليان محببًا إلى الجمهور أوصافه المشوقة للحياة الاجتماعية، وكتابته المثيرة والمؤثرة في أسلوبها. وكان في كتابته يشجّع وجهات نظر حزب المحافظين الذي كان ذا أهمية في السياسة البريطانية منذ القرن السابع عشر الميلادي إلي منتصف القرن التاسع عشر، ثم وجهات نظر حزب الأحرار. وقد آمن كل من الحزبين بأن للجمهور أثرًا أكثر إيجابية على التاريخ من أثر الأسرة المالكة، وأن الحكومة الديمقراطية لابد أن تحقق نجاحًا اجتماعيًا راسخًا.
وُلد تريفيليان قرب ستراتفورد القائمة على نهر أفون في إنجلترا. كان أبوه السيد جورج أوتو تريفيليان وهو سياسي ومؤرخ. أول ماعرف عن تريفيليان الصغير أنه نال ثناءً واسعًا على كتابه الذي يتكون من ثلاثة مجلدات حول سيرة حياة القائد العسكري الإيطالي جسبي جاريبالدي. تم نشر هذا الكتاب ما بين عامي 1907م و1911م. قام تريفيليان بتدريس التاريخ الحديث في جامعة كمبردج بين عامي 1927م و 1940م، حينما أصبح رئيسًا لكلية ترينيتي. وقد ألف في الفترة بين 1930 و 1934م كتاب إنجلترا تحت حكم الملكة آن وكتاب الثورة الإنجليزية ما بين عامي 1688ـ 1689م، الذي صدر عام 1938م.

## روابط خارجية
- جورج تريفيليان على موقع الموسوعة البريطانية (الإنجليزية)
- جورج تريفيليان على موقع مونزينجر (الألمانية)
- جورج تريفيليان على موقع إن إن دي بي (الإنجليزية)